# هیپنوتیزم‌شده (فیلم ۱۹۱۰)
«هیپنوتیزم» (انگلیسی: Hypnotized (1910 film)) یک فیلم است که در سال ۱۹۱۰ منتشر شد.